# Катло, Анн-Лор
Анн-Лор Катло (фр. Anne-Laure Cattelot) — французский политик, бывший депутат Национального собрания Франции.

## Биография
Родилась 26 октября 1988 г. в городе Мобёж (департамент Нор). Выросла в поселке Сен-Реми-Шоссе в департаменте Нор. Ее отец владел лесопилкой, мать работала медсестрой. После окончания Института политических исследований Лилля (Sciences Po Lille) работала помощником депутата Европейского парламента Жана-Люка Бенамья, в Генеральном совете департамента Кот-д’Армор, затем в администрации Метрополии Лилль.
В 2017 году 28-летняя Анн-Лор Катло была выдвинута движением Вперёд, Республика! кандидатом на выборах в Национальное собрание по 12-му избирательному округу департамента Нор и одержала победу. В Национальном собрании стала членом Комиссии по финансам, общей экономике и бюджетному контролю. Выступала с докладом о лесах и проблемах лесозаготовительной отрасли в условиях изменения климата.
На выборах в Национальное собрание в 2022 году Анн-Лор Катло вновь баллотировалась от президентского большинства по 12-му округу департамента Нор, но уступила во втором туре кандидату от Национального объединения Мишелю Таверну.
В июле 2022 года, после своего поражения на выборах, она была принята на работу в лоббистскую фирму Rivington, которой управляет Лоран Лотто. Эта лоббистская фирма тесно сотрудничает с политиками, даже предлагая депутатам поправки «под ключ»; ее клиентами являются производители пестицидов или крупные фармацевтические группы, такие как Sanofi.

## Занимаемые выборные должности
21.06.2017 — 21.06.2022 — депутат Национального собрания Франции от 12-го избирательного округа департамента Нор 